# Sarratt
Sarratt är en civil parish i Storbritannien.   Den ligger i grevskapet Hertfordshire och riksdelen England, i den södra delen av landet, 30 km nordväst om huvudstaden London.